# Stripperella
Stripperella (2003–2004) – amerykański serial animowany dla dorosłych stworzony przez Stana Lee, nadawany przez stację Spike TV od 26 czerwca 2003 roku do 1 kwietnia 2004 roku. W Polsce premiera serialu odbyła się 30 marca 2005 roku na antenie Canal+. Głosu Stripperelli użycza amerykańska aktorka Pamela Anderson.

## Opis fabuły
Serial opowiada o przygodach seksownej striptizerki – Erotici Jones, która walczy ze złem jako Stripperella.

## Obsada
- Pamela Anderson jako Stripperella (Erotica Jones)
- Tom Kenny jako Kevin Calhoun
- Maurice LaMarche jako szef Stroganoff
- Jill Talley jako Giselle
- Sirena Irwin jako Persephone

i inni

## Spis odcinków
1. Beauty and the Obese
2. Stripperella: Beauty and the Obese
3. Crime Doesn't Pay...Seriously, It Really Doesn't
4. Everybody Loves Pushy
5. The Wrath of Klinko
6. You Only Lick Twice
7. The Bridesmaid
8. Evil Things Come in Small Packages
9. Eruption Junction, What's Your Function
10. The Evil Magicians
11. Cheapo by the Dozen
12. The Return of the Queen
13. The Curse of the WereBeaver